# Arquebisbat de Bari-Bitonto
L'arquebisbat de Bari-Bitonto - Arcidiocesi di Bari-Bitonto (italià); Archidioecesis Barensis-Bituntina (llatí) és un arquebisbat metropolità de l'Església catòlica que pertany a la regió eclesiàstica de la Pulla. El 2012 sumava amb 745.898 batejats al voltant de 753.987 habitants. Des del 2020 està dirigida per l'arquebisbe Giuseppe Satriano.

## Territori

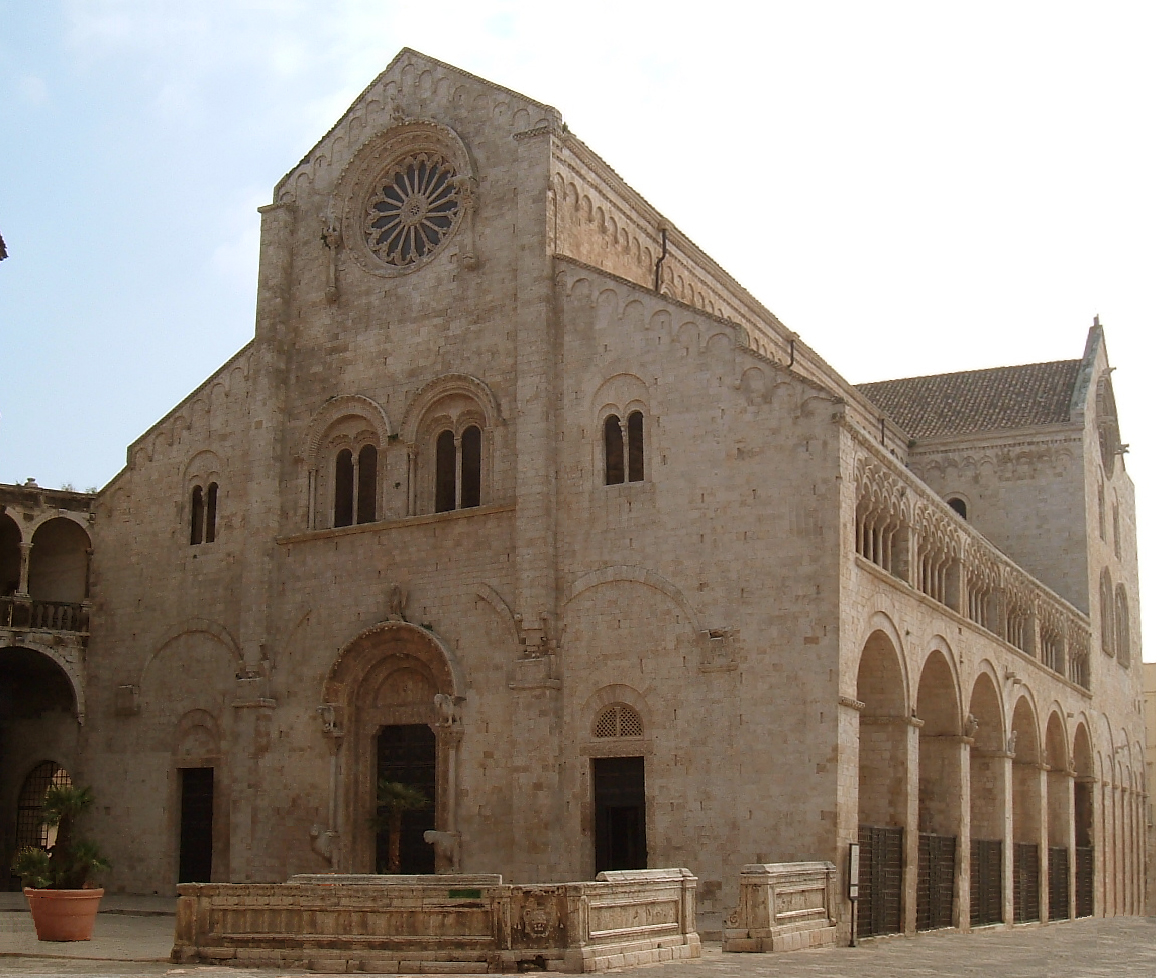
La cocatedral de San Valentino a Bitonto

L'arxidiòcesi s'estén sobre 21 municipis de la província de Bari. La seu arxiepiscopal es troba a la ciutat de Bari, on es troba la catedral de San Sabí. A Bitonto es troba la cocatedral de sant Valentí.
El territori està dividit en 13 vicariats i 126 parròquies:
- el vicariat episcopal territorial de Bitonto (18 parròquies), que comprèn els municipis de Bitonto i Palo del Colle
- I vicariat regional (11 parròquies): Bari, barris San Nicola, Libertà i Marconi-San Girolamo-Fesca
- II vicariat regional (7 parròquies): Bari, barris Murat i Madonnella
- III vicariat regional (11 parròquies): Modugno ciutat i Bari, barris Palese i Santo Spirito
- IV vicariat regional (8 parròquies): Bari, barris Picone i Poggiofranco
- V vicariat regional (7 parròquies): Bari, barris Carrassi i San Pasquale
- VI vicariat regional (7 parròquies): Bari, barris San Paolo i Stanic-Villaggio del Lavoratore, i Modugno, barri Santa Cecilia
- VII vicariat regional (7 parròquies): Binetto, Bitetto, Grumo, Sannicandro di Bari i Toritto
- VIII vicariat regional (10 parròquies): Casamassima, Cassano delle Murge, Gioia del Colle i Sammichele di Bari
- IX vicariat regional (13 parròquies): Adelfia, Capurso, Cellamare, Triggiano i Valenzano
- X vicariat regional (10 parròquies): Bari, barris Carbonara, Ceglie del Campo i Loseto, i Bitritto
- XI vicariat regional (9 parròquies): Mola di Bari i Noicattaro
- XII vicariat regional (7 parròquies): Bari, barris Japigia, Torre a Mare i San Giorgio

### Província eclesiàstica
La província eclesiàstica de la seu metropolitana de Bari s'estén íntegrament per territori pullès, i es correspon gairebé exactament a les províncies de Bari i Barletta-Andria-Trani.
Les cinc diòcesis sufragànies són l'arquebisbat de Trani-Barletta-Bisceglie(-Nazareth) i les diòcesis de:
- Bisbat d'Altamura-Gravina-Acquaviva delle Fonti
- Àndria
- Conversano-Monopoli
- Molfetta-Ruvo-Giovinazzo-Terlizzi

## Santuaris
A l'arxidiòcesi hi ha presents diversos santuaris, dels quals els més importants, per afluència de pelegrins i tradició històrica, són els de Sant Nicolau a Bari, de la Madonna del Pozzo a Capurso i de Santi Medici a Bitonto:
- Bari, Santuari-Basílica de Sant Nicolau
- Bari, Santuari Santa Fara
- Bitonto, santuari basílica de Santi Medici
- Bitetto, Santuari del Beato Giacomo
- Capurso, Santuari, Basílica de Santa Maria del Pozzo
- Cassano delle Murge, Santuari Santa Maria degli Angeli
- Modugno, Santuari Madonna della Grotta

## Història

### Arxidiòcesi de Bari
La primera notícia històrica fiable sobre la diòcesi de Bari data del segle iv, quan el Bisbe Gervasio va participar en el Concili de Sardica del 342 al 344. El 465 Concordi va ser el seu successor, participant en el sínode romà: segons Lanzoni, Concordi és l'únic bisbe històricament cert de Bari dels sis primers segles del cristianisme. El 530, amb el bisbe Pietro la diòcesi va ser elevada al rang d'arxidiòcesi metropolitana, subjecta al Patriarcat de Constantinoble.
Del segle viii al xi, l'arxidiòcesi de Bari, sota el govern directe de Constantinoble, va adoptar el ritu bizantí, del qual van quedar traces fins al segle xvi. Juntament amb el ritu bizantí, el calendari litúrgic de l'Església de Bari recordava dels sants d'Orient celebrats segons el calendari romà d'Orient. Finalment, a la catedral de Bari va estar en ús fins al segle xx proclamar l'Evangeli i l'Epístola en llatí i grec.
Al segle ix, arran de la devastació feta en Pulla pel sarraïns, la ciutat de Canosa (Canusium) va ser destruïda i Angelario, bisbe d'aquella ciutat en el 844, es refugià a Bari portant amb si les relíquies dels sants Rufino, Memore i Sabino; aquest últim va esdevenir el sant patró de la diòcesi de Bari. El Papa Sergi II va donar a Angelario el títol de bisbe de Bari i Canosa, títol que els arquebisbes de Bari han mantingut fins a la recent reorganització de la diòcesi del 1986.
El 933 el Papa Joan IX va concedir l'ús del pal·li a l'arquebisbe de Bari, i en el curs d'un segle tots els llaços amb Constantinoble es va acabar a favor de Roma.
L'arquebisbe Bisanzio (1025-1035) obtingué del Papa el privilegi de consagrar bisbes de les seus sufragànies. També va començar la construcció de la nova catedral, dedicada a Sant Sabí, que va ser destruïda el 1156 per Guillem el Dolent. Al segle xi se celebraren a Bari 2 sínodes: el primer, el 1064 va ser presidit per Arnoldo, vicari del papa  Alexandre II.
En aquests mateixos anys, a Bari va ser arquebisbe Ursone però, preferint la seu de Canosa, havia contrariat a la població. Per tant, quan el 1087 alguns mariners van traslladar a Bari les relíquies de sant Nicolau, les confiaren en custòdia a un monestir benedictí. Només el 1089, amb la mort d'Ursone i l'elecció com a arquebisbe propi l'abat benedictí Elia, va començar la construcció de la basílica de Sant Nicolau, que va ser consagrada el mateix any pel papa Urbà II, un treball encara en progrés. En aquesta ocasió el papa enterrà a la catedral les relíquies de Nicolau de Bari, acabades d'arribar d'Orient.
Uns anys més tard, el 1098, Urbà II va tornar a Bari per celebrar un sínode destinat a un acostament entre l'Església d'Orient i la Seu Apostòlica de Roma. En l'elecció de Bari l'església local havia tingut un pes important, i per la presència de les relíquies de Nicolau va ser el terreny natural per al diàleg entre els cristians d'Orient i Occident. Al sínode van intervenir 183 bisbes, entre ells Anselm d'Aosta, que es va destacar per les posicions adoptades en l'ús de pa amb llevat en l'eucaristia i la processó de l'Esperit Sant (l'anomenada disputa sobre el Filioque). No obstant això, el sínode no va donar els resultats esperats i les distàncies doctrinals van ser exacerbades.
Posteriorment, l'arquebisbe Rainaldo, que va donar impuls a la reconstrucció de la catedral destruïda per Guillem el Dolent, l'arquebisbe Romualdo Grisoni (1280) es va distingir per la restauració i construcció d'esglésies. El 1377 va ser arquebisbe de Bari Bartolomeo Prignano, el futur papa Urbà VI, el qual, d'altra banda, mai va veure la ciutat.
Dos arquebisbes del segle xvii han tingut un paper important en la història de l'arxidiòcesi: Diego Sersale (1638) va reconstruir la catedral assumint ell el cost i va promoure la construcció del palau episcopal i el seminari, mentre que el dominicà Tommaso Maria Ruffo (1684) va morir en olor de la santedat.
Després del Concordat de 1818 entre la Santa Seu i el Regne de les Dues Sicílies, les diòcesis d'aquest últim van ser objecte de fusions i agregacions. En aquesta ocasió, amb la butlla De utiliori de Pius VII de 27 de juny de 1818, es va agregar a l'arxidiòcesi de Bari la diòcesi de Bitetto, que va ser suprimida.

### Diòcesi de Bitonto
La diòcesi de Bito, com la de Bari, d'acord amb la tradició, té un origen que es remunta a l'època de plena conversió de la Pulla. La cronologia episcopal parteix del 515. Encara que hi ha notícies confoses sobre un bisbe anomenat Anderano que viure al voltant del 742 (i probablement pertanyent a l'església de Bisignano), el primer bisbe de Bitonto del que es tenen notícies detallades és Arnolfo en 1087.
El 1151 i el 1172 la seu de Bitonto va ser confirmat com sufragània de l'arxidiòcesi de Bari, respectivament, per Eugeni III i Alexandre III.
Successivament van ocupar la seu bitotna, entre d'altres, Enrico Minutolo (1382),, que més tard va esdevenir cardenal; Corneli Musso conventual que es va destacar al Concili de Trento, on va fer la predicació d'obertura; el servent de Déu Girolamo (nascut Bernardino) Pallantieri (1603-1619), Fabrizio Carafa (1622), fundador d'una acadèmia literària; i Alessandro Crescenzi (1652), pertanyent a una important família romana, que va ser creat cardenal en 1675.
El 1703 el capítol de la catedral va proclamar la Immaculada Concepció, patrona de la ciutat i de la diòcesi. El patró del capítol, però, va ser Sant Valentí, el culte del qual va ser introduït a Bitonto pel bisbe Guglielmo da Viterbo al segle xii.
Amb la butlla De utiliori del Papa Pius VII de 27 de juny de 1818, la diòcesi de Bitonto es va unir aeque principaliter a la de Ruvo.

### Arxidiòcesi de Bari-Bitonto
La unió de la diòcesi de Bitonto i Ruvo va durar fins al 1982; el 30 de setembre d'aquest any la Santa Seu va procedir a la designació de dos bisbes distints per a les dues seus. Per a la diòcesi de Bitonto va ser nomenat Andrea Mariano Magrassi, que ja era arquebisbe de Bari: d'aquesta manera Bari i Bitonto es van unir in persona episcopi.
El 30 de setembre de 1986, amb el decret Instantibus votis de la Congregació per als Bisbes, en el context més ampli de la revisió de les diòcesis d'Itàlia, les dues seus es van fusionar amb la fórmula de plena unione i la nova circumscripció eclesiàstica assumí el seu actual nom. Alhora, la ciutat i el territori de Santeramo in Colle va ser cedit per la nova arxidiòcesi a diòcesi d'Altamura-Gravina-Acquaviva delle Fonti.
Amb motiu del Congrés Eucarístic Nacional al maig de 2005, l'arxidiòcesi de Bari-Bitonto va ser el destí de la primera visita apostòlica de Benet XVI després de la seva elecció com a Papa.

## Episcopologi

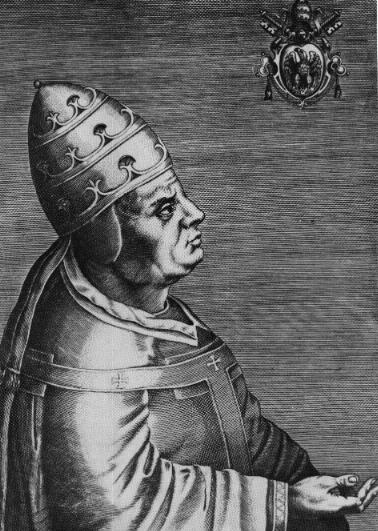
El papa Urbà VI, nat Bartolomeo Prignano, arquebisbe de Bari (1377 - 1378)

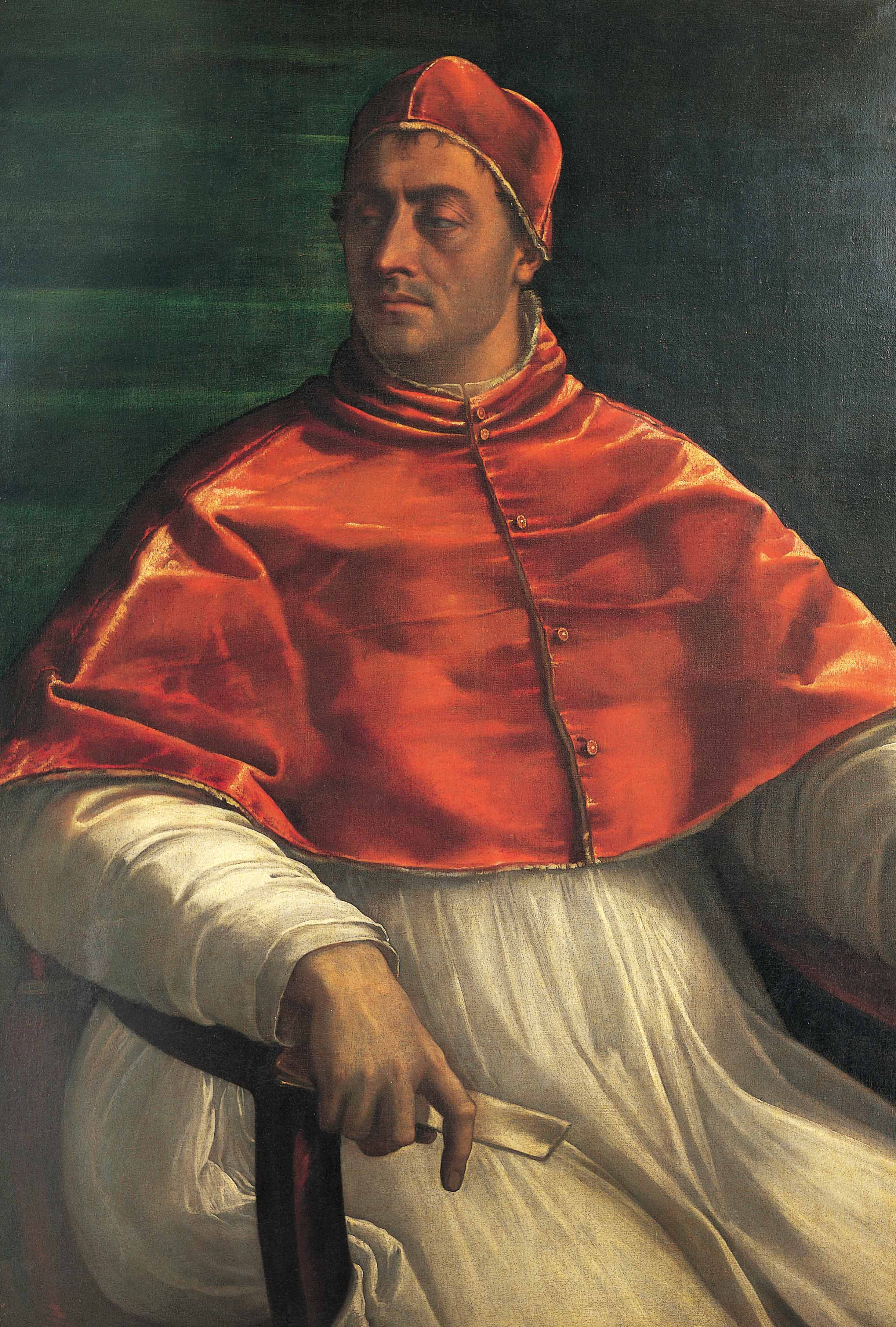
El papa Climent VII, nat Giulio Zanobi di Giuliano de' Medici, administrador apostòlic di Bitonto (18 de febrer de 1517 - 27 de febrer de 1517)

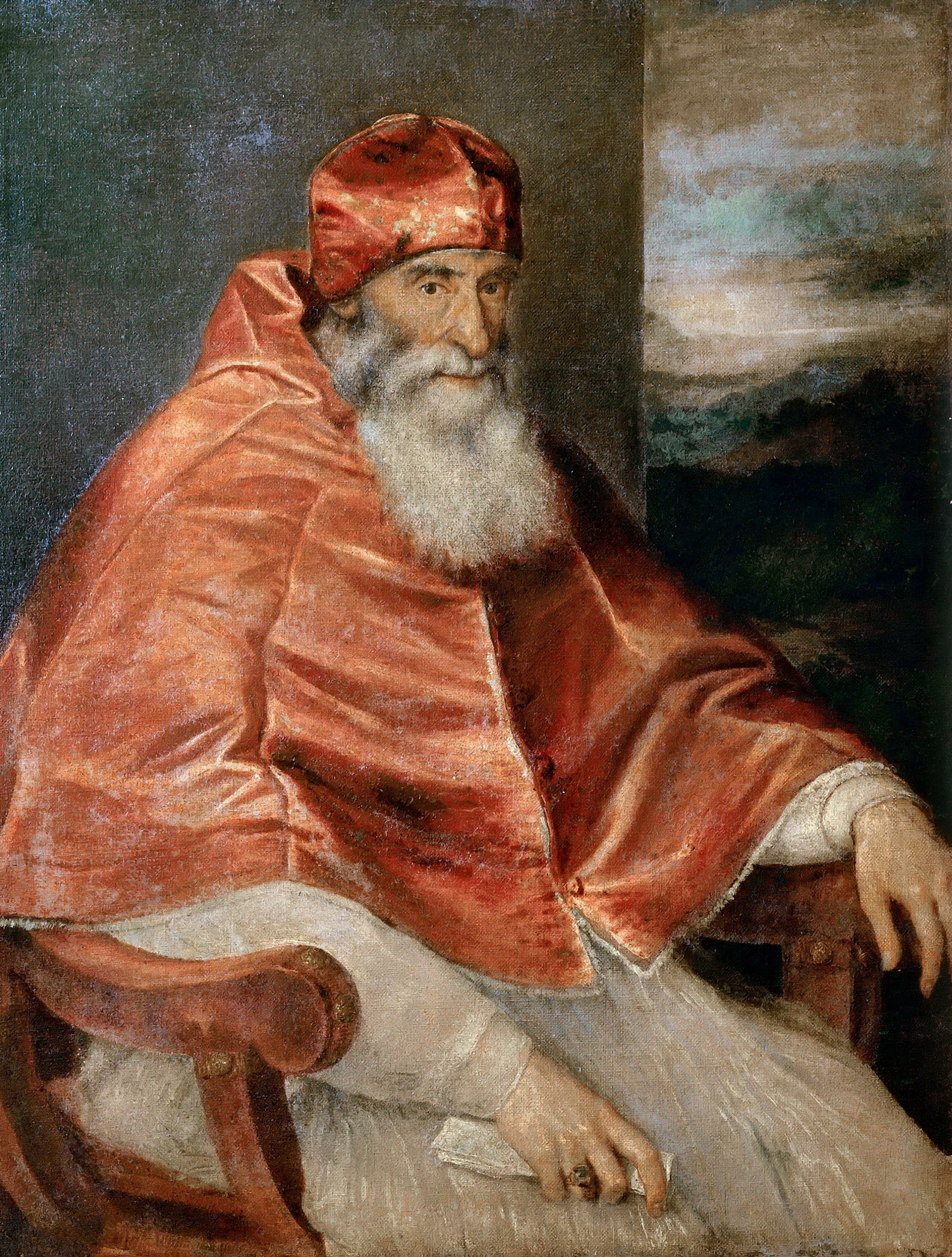
El papa Pau III, nat Alessandro Farnese, administrador apostòlic de Bitonto (24 de gener de 1530 - 17 de maig de 1532) - (17 de juny de 1537 - 11 de gener de 1538 administrador apostòlic per segon cop)

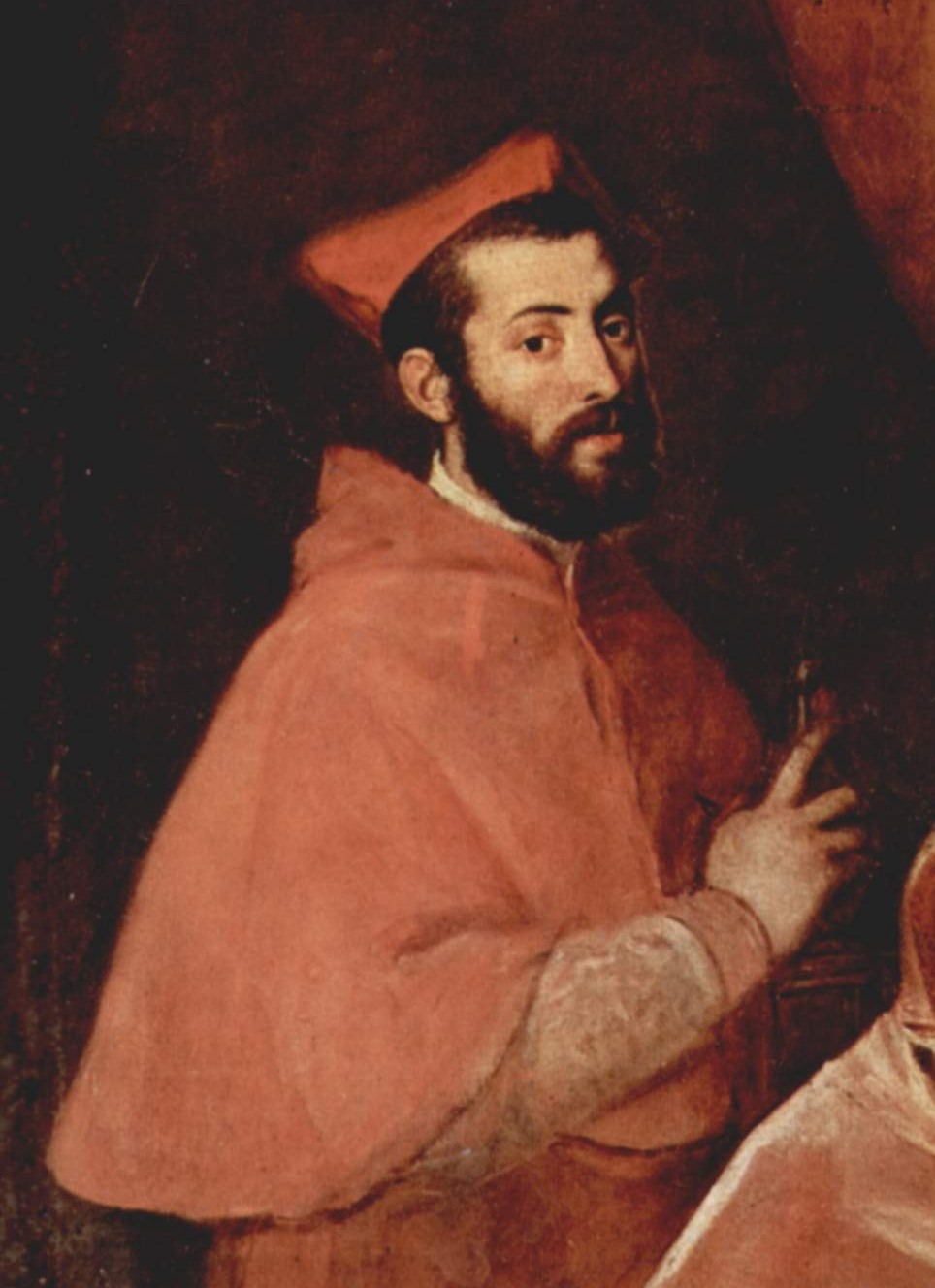
Alessandro Farnese el Jove, bisbe de Bitonto (1544 - 27 d'octubre de 1544)

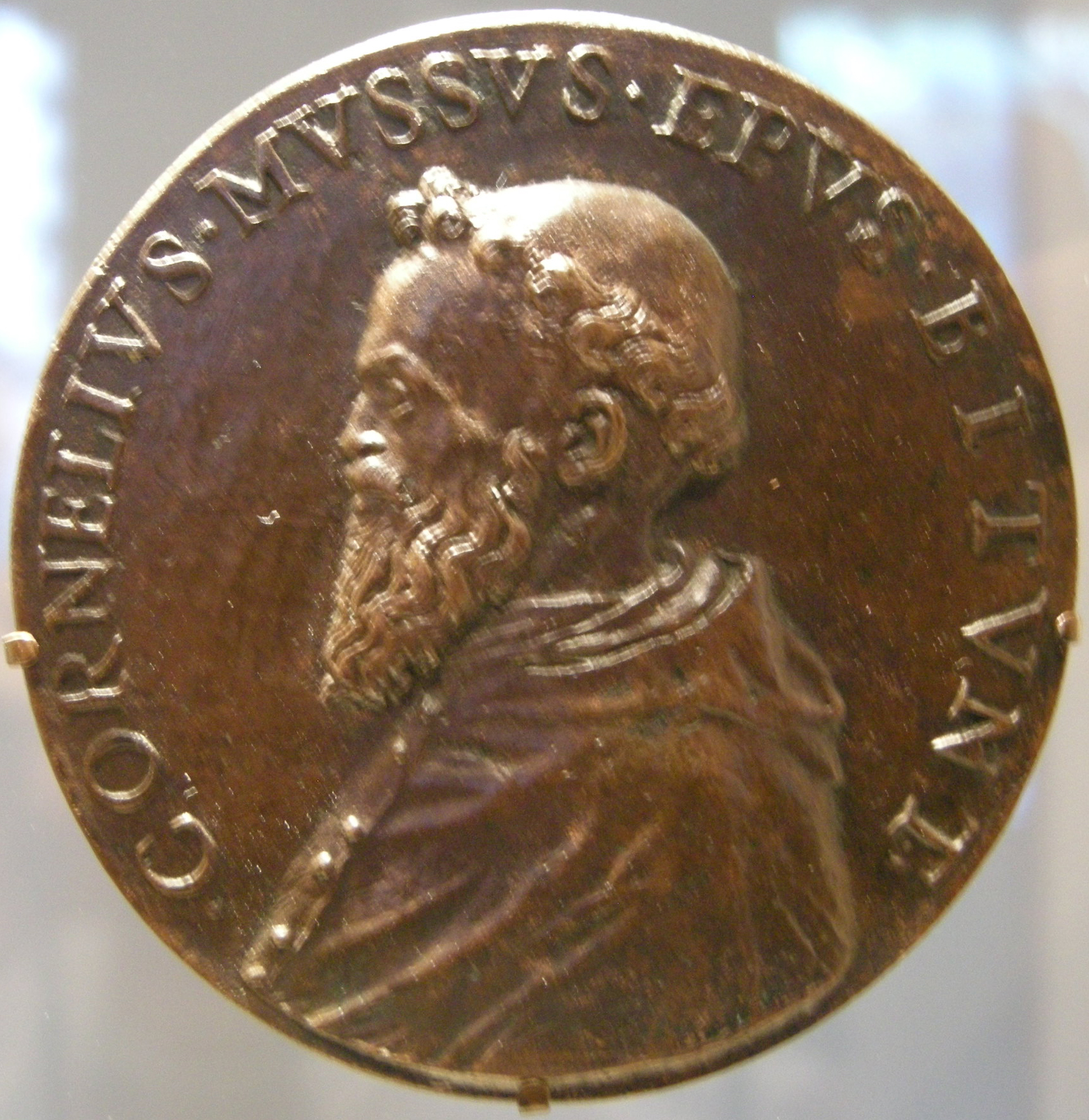
Cornelio Musso, O.F.M.Conv., bisbe de Bitonto (1544 - 27 d'octubre de - 1574)

### Seu de Bari
- San Mauro † (segle i)
- Gervasio o Geronzio † (citat el 342/344)
- Concordio † (citat el 465)
- Pietro I † (citat el 530)
- Marco † (596 - 610)
- Giulio † (610 - 634)
- Stefano † (634 - 653)
- Ursone † (653 - 681)
- Trasmondo † (681 - 688)
- Rodecauto † (688 - 694)
- Bursa † (694 - 753)
- Maurenziano † (753 - 758
- Andrea † (759 - 761)
- Rodoaldo I † (762 - 780)
- Leone † (781 - després del 787)
- Pietro II † (? - 821)
- Sebastiano † (821 - 828)
- Giacomo I † (828 - 840)
- Rodoaldo II † (843 - 854)
- Angelario † (855 - 876)
- Domenico † (877 - 891)
- Giovanni I † (892 - 905)
- Guitpardo † (906 - 912)
- Rodrigo † (912 - 920)
- Giovanni II † (920 - 924)
- Alsario † (924 - 930 o 931 mort)
- Pietro III † (931 - 950/952 mort)
- Giovanni III † (952 - 978 mort)
- Paolo † (978 - 988 o 993 mort)
- Crisostomo † (988 o 993 - 1006 mort) (arquebisbe de Bari e Trani)
- Giovanni IV † (1006 - 27 de maig de 1025 mort)
- Bisanzio † (14 de juliol de 1025 - 6 de gener de 1035 mort)
- Romoaldo I † (1035 - 1035 mort)
- Nicola I † (9 d'agost de 1035 - 27 d'abril de 1062 mort)
- Andrea II † (1062 - 1078 mort)
- Ursone † (de juny de 1078 - 14 de febrer de 1089 mort)
- Elia, O.S.B. † (de febrer de 1089[4] - 23 de maig de 1105 mort)
- Risone † (1105 - setembre de 1117 mort)[5]
- Gualtieri † (1118 - 1126)
- Matteo, O.S.B. † (1126 - 1128 o 1129 mort)
- Angelo † (1128 o 1129 - 1137 deposat)
- Giovanni V † (1137 - 1151 deposat)
- Giovanni VI † (12 de febrer de 1151 - 31 d'agost de 1169 o 1171 mort)
- Rainaldo † (de març de 1171 - 4 de febrer de 1188[6] mort)
- Doferio † (1188[7] - 27 de febrer de 1207 mort)
- Berardo di Castagna (o Costa) † (1207 - 11 de setembre de 1213 nomenat arquebisbe de Palerm)
- Andrea III di Celano † (1214 - 27 de setembre de 1225 mort)
- Marino Filangieri † (21 de desembre de 1226 - 6 de juliol de 1251 mort)
- Enrico Filangieri, O.P. † (27 d'abril de 1252 - 11 d'octubre de 1258 mort)
- Giovanni VI Saraceno, O.F.M. † (1259 - 19 d'agost de 1280 mort)
- Romoaldo Grisone † (20 de juny de 1282 - 3 de febrer de 1309 mort)
- Landolfo I † (24 de novembre de 1310 - 4 d'octubre de 1336 mort)
- Ruggiero Sanseverino † (24 de març de 1337 - 23 de maig de 1347 nomenat arquebisbe de Salern)
- Bartolomeo Carafa † (23 de maig de 1347 - 16 de març de 1367 mort)
- Niccolò Brancaccio † (12 d'abril de 1367 - 13 de gener de 1377 nomenat arquebisbe de Cosenza)
- Bartolomeo Prignano † (13 de gener de 1377 - 8 d'abril de 1378 elegit papa amb el nom d'Urbà VI)
- Landolfo Maramaldo † (1378 - 1384 deposat)
- Giacomo Carafa † (1384 - 1 de maig de 1400 mort)
  - Niccolò Acconciamuro † (5 de novembre de 1378 - 1387 mort) (antibisbe)
  - Guglielmo † (29 de juliol de 1387 - 1390 dimití) (antibisbe)
  - Roberto † (2 de juliol de 1390 - ?) (antibisbe)
- Nicola Pagano † (11 d'agost de 1400 - 1 de desembre de 1424 nomenat arquebisbe d'Otranto)
- Francesco de Aiello † (11 de desembre de 1424 - 1453 mort)
- Guido Guidano † (13 de juliol de 1453 - 1454 mort)
  - Latino Orsini † (4 de desembre de 1454 - 6 de novembre de 1472 dimití) (administrador apostòlic)
- Antonio de Aiello † (6 de novembre de 1472 - 22 de gener de 1493 mort)
- Giovanni Giacomo Castiglione † (13 de març de 1493 - 1513 mort)
- Esteban Gabriel Merino † (9 de maig de 1513 - 2 de setembre de 1530 nomenat Patriarca de les Índies occidentals)
  - Girolamo Grimaldi † (2 de setembre de 1530 - 20 d'agost de 1540 dimití) (administrador apostòlic)
- Girolamo Sauli † (20 d'agost de 1540 - 18 d'abril de 1550 nomenat arquebisbe de Gènova)
- Giacomo Puteo † (18 d'abril de 1550 - 16 de desembre de 1562 dimití)
- Antonio Puteo † (16 de desembre de 1562 - 14 de juliol de 1592 mort)
- Giulio Cesare Riccardi † (30 d'octubre de 1592 - 13 de febrer de 1602 mort)
- Bonviso Bonvisi † (18 de març de 1602 - 1 de setembre de 1603 mort)
- Galeazzo Sanvitale † (15 de març de 1604 - 1606 dimití)
- Decio Caracciolo Rosso † (3 de juliol de 1606 - 27 de maig de 1613 mort)
- Ascanio Gesualdo † (1 de juliol de 1613 - 27 de gener de 1638 mort)
- Diego Sersale † (20 de desembre de 1638 - 14 de juliol de 1665 mort)
- Giovanni Granafei † (11 d'octubre de 1666 - 18 de març de 1683 mort)
- Tommaso Maria Ruffo † (10 d'abril de 1684 - 30 d'abril de 1691 mort)
- Carlo Loffredo, C.R. † (26 de novembre de 1691 - 10 de març de 1698 nomenat arquebisbe de Càpua)
- Muzio Gaeta seniore † (7 d'abril de 1698 - de maig de 1728 mort)
- Michele Carlo Althann † (20 de setembre de 1728 - 2 de desembre de 1735 nomenat arquebisbe, a títol personal, de Vác)
- Muzio Gaeta iuniore † (19 de desembre de 1735 - 16 de setembre de 1754 nomenat arquebisbe de Càpua)
- Luigi D'Alessandro † (16 de setembre de 1754 - 28 de gener de 1770 mort)
- Adelelmo Gennaro Pignatelli, O.S.B.Oliv. † (28 de maig de 1770 - 15 de desembre de 1777 nomenat arquebisbe de Càpua)
- Giambattista Ettore Caracciolo † (1 de juny de 1778 - 22 de maig de 1780 mort)
- Sede vacante (1780-1792)
- Gennaro Maria Guevara Suardo, O.S.B. † (27 de febrer de 1792 - 29 d'octubre de 1804 nomenat bisbe de Aversa)
- Baldassarre Mormile, C.R. † (26 de juny de 1805 - 6 d'abril de 1818 nomenat arquebisbe de Càpua)
- Nicola Coppola, C.O. † (25 de maig de 1818 - 17 de novembre de 1823 nomenat arquebisbe, a títol personal, de Nola)
- Michele Basilio Clary, O.S.B.I. † (17 de novembre de 1823 - 15 de febrer de 1858 mort)
- Francesco Pedicini † (27 de setembre de 1858 - 6 de juny de 1886 mort)
  - Casimiro Gennari † (1886 - 1887) (administrador apostòlic)
- Ernesto Mazzella † (14 de març de 1887 - 14 d'octubre de 1897 mort)
- Giulio Vaccaro † (24 de març de 1898 - 10 de març de 1924 mort)
- Pietro Pomares y de Morant † (16 d'octubre de 1924 - 14 de desembre de 1924 mort)
- Augusto Curi † (5 de maig de 1925 - 28 de març de 1933 mort)
- Marcello Mimmi † (31 de juliol de 1933 - 30 d'agost de 1952 nomenat arquebisbe de Nàpols)
- Enrico Nicodemo † (11 de novembre de 1952 - 27 d'agost de 1973 mort)
- Anastasio Alberto Ballestrero, O.C.D. † (21 de desembre de 1973 - 1 d'agost de 1977 nomenat arquebisbe de Torí)
- Andrea Mariano Magrassi, O.S.B. † (24 de novembre de 1977 - 30 de setembre de 1986 nomenat arquebisbe de Bari-Bitonto)

### Seu de Bitonto
- Sant Apol·linar ? † (segle i)
- Guglielmo da Viterbo † (715 - 742)
- Andreone o Andreano † (742 - 754)
- Oto o Ottone † (754 - ?)
- Arnolfo † (1085 - 1095)
- Giovanni I † (1095 - 1145)
- Giovanni Nicolao † (1145 - 1198)
- Domenico † (1198 - 1225)
- Sergio d'Orvieto † (1225 - 1251)[8]
- Pancrazio da Anagni, O.P. † (12 d'agost de 1253 - 1260)
- Teodorico de Borgognoni † (1260 - 9 de juny de 1266 nomenat bisbe de Cervia)
- Pardo Perrese † (1266 - 1267)
- Bernardo † (1267 - 1268)
- Leucio Corasi † (1283 - 1317 mort)
  - Giovanni da Venotstis † (1317 - 1317 deposat) (antibisbe)
- Giovanni Lacadia † (27 de juny de 1317 - 1333)
- Stefano Vitano † (1334 - 1346)
- Roberto Lenato † (1346 - 1347)
- Giacomo Falcone † (10 de novembre de 1348 - 1349 ? mort)
- Nicola Fontana † (1350 - 1352)
- Giacomo Castelli † (1352 - 1371)
- Biagio Domenico † (1371[9] - circa 1380 deposat)[10]
  - Pietro De Valle, O.E.S.A. † (15 de juny de 1380 - 1384) (antibisbe)
  - Nicola dei Guiscardi † (1 d'abril de 1384 - ?) (antibisbe)
- Enrico Minutolo † (1381 - 1383 nomenat arquebisbe de Trani)
- Giacomo Castelli † (1383 - 1386)
- Nicola de Pice † (1386 - 1392)
- Giovanni degli Orselli † (1392 - 1396)[11]
- Nicola Perrese † (1396 - 1399)
- Antonio Ciccivellis, O.F.M. † (31 de juliol de 1399 - 1423 mort)
- Paolo Alfatati † (14 de juny de 1423 - 1457 mort)
- Antonio di Reggio, O.P. † (4 de maig de 1457 - 1472 mort)
  - Antonio da Urbino † (1473 - 1482)
- Andrea Paltroni † (17 d'agost de 1472 - 5 de novembre de 1484 nomenat bisbe de Nepi i Sutri)
- Battista Pontini † (5 de novembre de 1484 - 1500 mort)
  - Giovanni Battista Orsini seniore † (12 de juny de 1500 - 20 de desembre de 1501 dimití) (administrador apostòlic)
- Giovanni Battista Orsini iuniore † (20 de desembre de 1501 - 1517 dimití)
  - Giulio de' Medici † (18 de febrer de 1517 - 27 de febrer de 1517 dimití) (administrador apostòlic)
- Giacomo Orsini † (27 de febrer de 1517 - 24 de gener de 1530 dimití)
  - Alessandro Farnese † (24 de gener de 1530 - 17 de maig de 1532 dimití) (administrador apostòlic)
- Lope Alarcón † (17 de maig de 1532 - 1537 dimití)
  - Alessandro Farnese † (17 de juny de 1537 - 11 de gener de 1538 dimití) (administrador apostòlic per segon cop)
- Sebastiano Deli di Castel Durante † (11 de gener de 1538 - 1544 mort)
- Alessandro Farnese † (1544 - 27 d'octubre de 1544 dimití)
- Cornelio Musso, O.F.M.Conv. † (27 d'octubre de 1544 - 13 de gener de 1574 mort)
- Giovanni Fortiguerra † (26 d'abril de 1574 - 1593 mort)
- Flaminio Parisio † (17 de setembre de 1593 - 1603 mort)
- Girolamo Bernardino Pallantieri, O.F.M.Conv. † (10 de setembre de 1603 - 23 d'agost de 1619 mort)
- Giovanni Battista Stella † (13 de novembre de 1619 - 15 de desembre de 1621 mort)
- Fabrizio Carafa † (24 de gener de 1622 - 9 de març de 1651 mort)
- Alessandro Crescenzi † (26 d'agost de 1652 - 19 d'abril de 1668 dimití)
- Tommaso Acquaviva d'Aragona, O.P. † (14 de maig de 1668 - 23 d'agost de 1672 mort)
- Francesco Antonio Gallo † (3 d'octubre de 1672 - 11 d'agost de 1685 mort)
- Filippo Massarenghi, C.O. † (13 de maig de 1686 - 5 de juny de 1688 mort)
- Carlo de Ferrari † (6 de juny de 1689 - 13 de novembre de 1698 mort)
- Giovanni Battista Capano, C.R. † (21 de juny de 1700 - 14 de gener de 1720 mort)
- Domenico Maria Cedronio, O.P. † (20 de març de 1720 - de maig de 1722 mort)
- Luca Antonio della Gatta † (6 de juliol de 1722 - 8 de juliol de 1737 nomenat bisbe de Melfi i Rapolla)
- Giovanni Barba † (8 de juliol de 1737 - 13 de desembre de 1749 mort)
- Nicola Ferri † (23 de febrer de 1750 - 28 de maig de 1770 nomenat bisbe de Campagna i Satriano)
- Orazio Berarducci † (28 de maig de 1770 - 1801 mort)
  - Sede vacante (1801-1819)
- Vincenzo Maria Manieri, O.F.M.Conv. † (29 de març de 1819 - 1833 mort)
  - Sede vacante (1833-1838)
- Nicola Marone † (15 de febrer de 1838 - 18 de juny de 1853 dimití)
- Vincenzo Materozzi † (12 de setembre de 1853 - 8 de juliol de 1884 mort)
- Luigi Bruno † (8 de juliol de 1884 - 10 de gener de 1893 mort)
- Tommaso de Stefano † (19 de gener de 1893 - 24 de març de 1898 nomenat arquebisbe de Trani i Barletta)
- Pasquale Berardi † (24 de març de 1898 - 21 d'abril de 1921 nomenat arquebisbe de Gaeta)
- Placido Ferniani † (28 de març de 1922 - 22 de maig de 1925 mort)
- Domenico Del Buono † (24 de juliol de 1925 - 16 de gener de 1929 mort)
- Andrea Taccone † (27 d'agost de 1929 - 30 d'abril de 1949 dimití)
- Aurelio Marena † (16 de març de 1950 - 21 de novembre de 1978 dimití)
  - Sede vacante (1978-1982)
  - Salvatore Isgrò † (21 de novembre de 1978 - de febrer de 1981) (administrador apostòlic)
  - Aldo Garzia † (de febrer de 1981 - 30 de setembre de 1982) (administrador apostòlic)
- Andrea Mariano Magrassi, O.S.B. † (30 de setembre de 1982 - 30 de setembre de 1986 nomenat arquebisbe de Bari-Bitonto)

### Seu de Bari-Bitonto
- Andrea Mariano Magrassi, O.S.B. † (30 de setembre de 1986 - 3 de juliol de 1999 dimití)
- Francesco Cacucci, (3 de juliol de 1999 - 29 d'octubre de 2020 retirat)
- Giuseppe Satriano, des del 29 d'octubre de 2020

## Bisbes originaris de l'arxidiòcesi
- Giuseppe Lanave (Bari, 8 de juliol de 1912 - Andria, 8 de desembre de 1996), bisbe d'Andria
- Michele Mincuzzi (Bari, 18 de juny de 1913 - Bari, 3 de juny de 1997), arquebisbe de Lecce
- Jolando Nuzzi (Santeramo in Colle, 18 de juny de 1913 - Nocera Inferiore, 27 de desembre de 1986), bisbe de Nocera Inferiore-Sarno
- Luciano Bux (Bari, 29 de juny de 1936), Bari, 8 d'agost de 2014) bisbe emèrit d'Oppido Mamertina-Palmi
- Cristoforo Palmieri (Bitonto, 24 de maig de 1939), bisbe de Rrëshen
- Domenico Padovano (Mola di Bari, 27 de setembre de 1940), bisbe de Conversano-Monopoli
- Francesco Cacucci (Bari, 26 d'abril de 1943), arquebisbe de Bari-Bitonto
- Filippo Santoro (Carbonara di Bari, 12 de juliol de 1948), arquebisbe de Tàrent
- Vito Angiuli (Sannicandro di Bari, 6 d'agost de 1952), bisbe de Ugento-Santa Maria di Leuca

## Estadístiques
A finals del 2012, l'arxidiòcesi tenia 745.898 batejats sobre una població de 753.987 persones, equivalent al 98,9% del total.
| any  | població | població | població | sacerdots | sacerdots       | sacerdots       | sacerdots             | diaques | religiosos | religiosos | parroquies |
| ---- | -------- | -------- | -------- | --------- | --------------- | --------------- | --------------------- | ------- | ---------- | ---------- | ---------- |
| any  | batejats | total    | %        | total     | clergat secular | clergat regular | batejats por sacerdot | diaques | homes      | dones      |            |
| 1950 | 486.600  | 487.500  | 99,8     | 358       | 234             | 124             | 1.359                 |         | 208        | 837        | 56         |
| 1959 | 532.000  | 535.000  | 99,4     | 400       | 220             | 180             | 1.330                 |         | 250        | 1.300      | 70         |
| 1969 | 625.000  | 628.746  | 99,4     | 434       | 199             | 235             | 1.440                 |         | 332        | 1.604      | 82         |
| 1980 | 630.000  | 640.655  | 98,3     | 375       | 194             | 181             | 1.680                 | 2       | 268        | 1.128      | 94         |
| 1990 | 650.000  | 680.000  | 95,6     | 411       | 231             | 180             | 1.581                 | 21      | 283        | 1.202      | 120        |
| 1999 | 600.000  | 710.000  | 84,5     | 426       | 251             | 175             | 1.408                 | 40      | 255        | 893        | 123        |
| 2000 | 600.000  | 710.000  | 84,5     | 426       | 251             | 175             | 1.408                 | 46      | 257        | 1.010      | 124        |
| 2001 | 690.000  | 710.000  | 97,2     | 394       | 228             | 166             | 1.751                 | 48      | 239        | 909        | 124        |
| 2002 | 690.000  | 710.000  | 97,2     | 369       | 211             | 158             | 1.869                 | 58      | 226        | 790        | 124        |
| 2003 | 699.700  | 720.000  | 97,2     | 390       | 210             | 180             | 1.794                 | 59      | 289        | 718        | 126        |
| 2004 | 712.000  | 720.000  | 98,9     | 372       | 207             | 165             | 1.913                 | 62      | 259        | 711        | 125        |
| 2006 | 732.277  | 740.900  | 98,8     | 362       | 207             | 155             | 2.022                 | 66      | 246        | 791        | 125        |
| 2012 | 745.898  | 753.987  | 98,9     | 338       | 195             | 143             | 2.206                 | 73      | 209        | 552        | 126        |

### Seu de Bari
- Michele Garruba, Serie critica de' Sacri Pastori Baresi, Tipografia Fratelli Cannone, Bari 1844
- Giuseppe Cappelletti, Le Chiese d'Italia dalla loro origine sino ai nostri giorni, Venezia 1870, vol. XXI, pp. 5–24
- Francesco Quarto, Gli arcivescovi di Bari Tradizione del “Catalogus Archiepiscoporum Baren et Canusin” nella storia della Chiesa di Bari, Nicolaus Studi Storici, Bari, XIV, 2003, fasc. 2, pp. 107–176.
- Giuseppe Gabrieli, Bibliografia di Puglia, parte II, pp. 336–338
- Biografia d'Esteban Gabriel Merino (anglès)
- Pius Bonifacius Gams, Series episcoporum Ecclesiae Catholicae, Leipzig 1931, pp. 856–857 (llatí)
- Konrad Eubel, Hierarchia Catholica Medii Aevi, vol. 1 Arxivat 2019-07-09 a Wayback Machine., pp. 128–129; vol. 2 Arxivat 2018-10-04 a Wayback Machine., p. 102; vol. 3 Arxivat 2019-03-21 a Wayback Machine., p. 129; vol. 4 Arxivat 2018-10-04 a Wayback Machine., p. 110; vol. 5, p. 114; vol. 6, p. 116 (llatí)

### Seu de Bitonto
- Giuseppe Cappelletti, Le Chiese d'Italia dalla loro origine sino ai nostri giorni, Venezia 1870, vol. XXI, pp. 30–35
- Bitonto e la Puglia tra tardoantico e regno normanno, Bari 1999, p. 216
- Giuseppe Gabrieli, Bibliografia di Puglia, parte II, pp. 340–341
- Cultura e società a Bitonto nell'Ottocento, pp. 164–166
- Biografia di Girolamo Pallantieri
- Pius Bonifacius Gams, Series episcoporum Ecclesiae Catholicae, Leipzig 1931, pp. 859–860 (llatí)
- Konrad Eubel, Hierarchia Catholica Medii Aevi, vol. 1 Arxivat 2019-07-09 a Wayback Machine., pp. 142–143; vol. 2 Arxivat 2018-10-04 a Wayback Machine., p. 109; vol. 3 Arxivat 2019-03-21 a Wayback Machine., p. 138; vol. 4 Arxivat 2018-10-04 a Wayback Machine., p. 116; vol. 5, p. 121; vol. 6, p. 124 (llatí)